# Bentine Holm

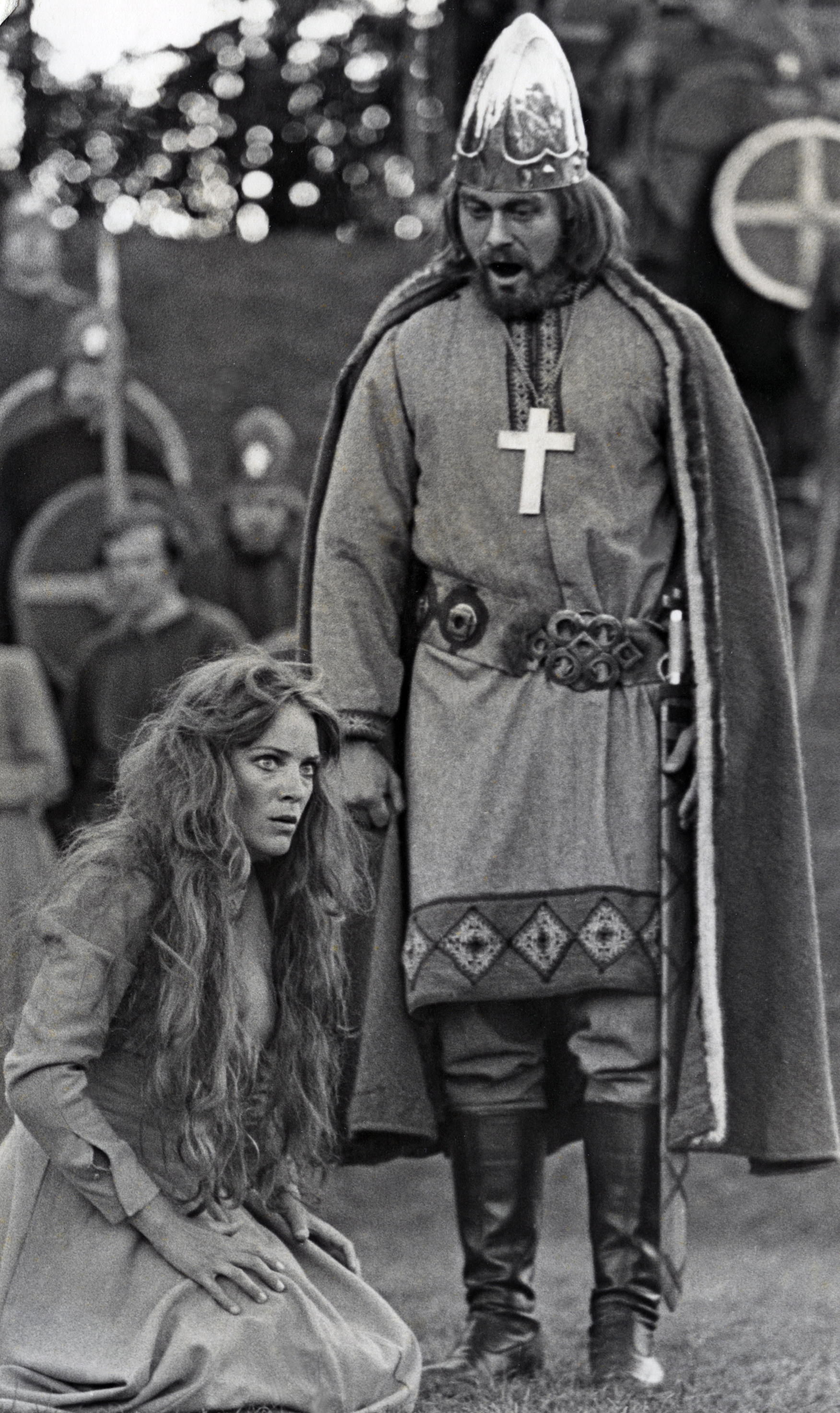
Bentine Holm som «Gudrun» i "Spelet om Heilag Olav" 1975

Bentine Holm, född den 12 oktober 1947 i Oslo, är en norsk skådespelerska och sångerska.
Holm debuterade som "Solveig" och "Den grönklädda" i Peer Gynt på turné med Den Nationale Scene 1970. Hon var anställd vid denna teater 1972-1976, och vid Oslo Nye Teater sedan 1976. Hon har med känsla och personlig styrka spelat Hedvig i Ibsens Vildanden och var en frisk och vinnande Viola i Shakespeares Trettondagsafton. Hon har också visat sin talang inom musikteatern, som Eliza i My Fair Lady och Hanne i Franz Schuberts Jungfruburen. Med åren har Holm utvecklats till en originell karaktärsskådespelare med betydande effekt också i mindre, ofta tragikomiska roller.

## Diskografi
Album
- 1971 – Hår (div. artister)[1][2]
- 2010 – Bentine Synger Lalla Carlsen[3][4]